# Hierarchie andělů

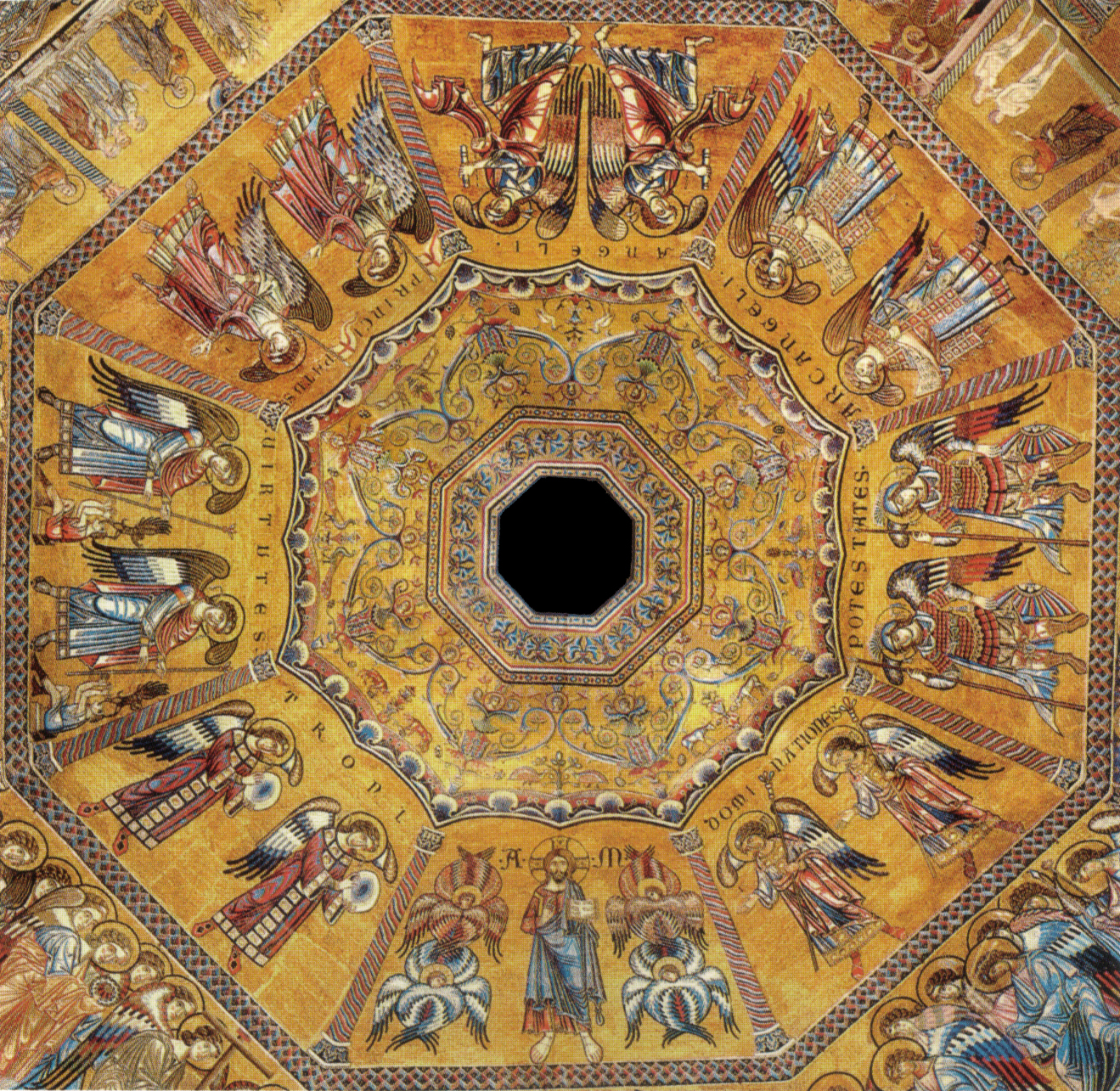
Andělská hierarchie na mozaikách florentského baptisteria (13. století). Shora po směru hodinových ručiček: Andělé, Archandělé, Mocnosti, Panstva, Cherubíni a Serafíni, Trůny, Síly, Knížata.

Podle židovské a později křesťanské tradice jsou andělé uspořádáni do hierarchie různých řádů, ve středověku nazývaných andělské chóry či andělské kůry.
Tyto hierarchie se skládají z mezistupňů mezi Bohem a člověkem, neboť spojují a popisují vztah mezi absolutní božskou transcendencí a jeho působením ve světě.
Pseudo-Dionysios Areopagita ve své knize De coelesti hierarchia poukazuje na některé pasáže Nového zákona, konkrétně na List Efezanům a List Kolosanům, na jejichž základě vytváří schéma tří hierarchií, sfér či triád andělů, z nichž každá obsahuje tři řády či chóry. V sestupném pořadí podle moci jsou to:
| První sféra | Serafíni, Cherubíni, Trůny  |
| Druhá sféra | Panstva, Síly, Mocnosti     |
| Třetí sféra | Knížata, Archandělé, Andělé |

Podle starověkých mysteriózních tradic byla každá hierarchie ztotožněna s jednou z oběžných drah hvězd, z nichž vycházel chór, skrytá harmonie známá jako „hudba sfér“.

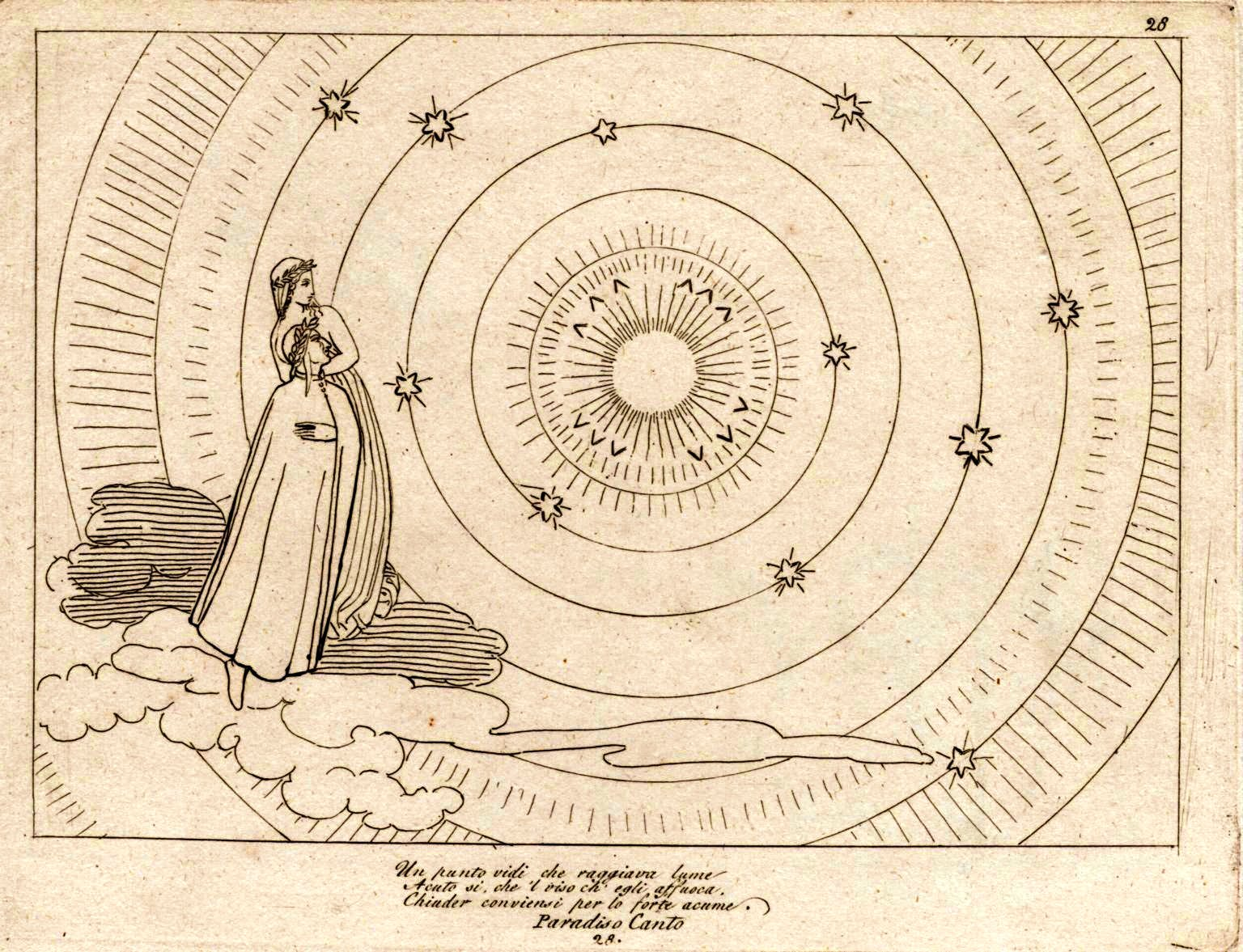
Ve dvacátém osmém zpěvu Dantova Ráje je ztotožnění hierarchií s nebeskými sférami, uspořádanými do soustředných kruhů kolem Boha, explicitní: „Viděl jsem bod, který zářil světlem / tak ostrý, že tvář, kterou udeřil, / k uzavření se silnou bystrostí; / a která hvězda se tu zdá menší, / zdá se, že měsíc, který se s ní nachází / jak hvězda s hvězdou se sráží“ (vv. 16–21).

## Původ a osud andělských hierarchií

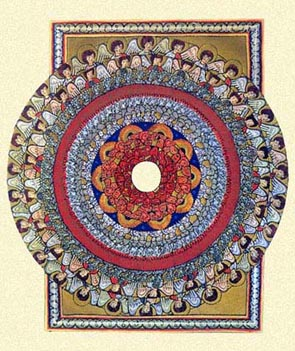
9 andělských sborů, iluminace z breviáře Hildegardy z Bingenu (1098–1179)

První náznak hierarchií nacházíme ve Starém zákoně, kde se andělé, ačkoli se zpočátku jevili jako pouzí zástupci Jahveho a teprve později získali konotace samostatných entit, v Jákobově snu objevují na žebříku spojujícím nebe se zemí. Výrazněji se jejich přítomnost projeví v hebrejských spisech rozšířených mezi 3. a následujícím 5. stoletím př. n. l., jako je Hekhalot a Kniha Henochova, kde je výstup stejnojmenného patriarchy na nebesa popsán jako přechod postupných andělských zástupů až k blaženému vidění Jména.

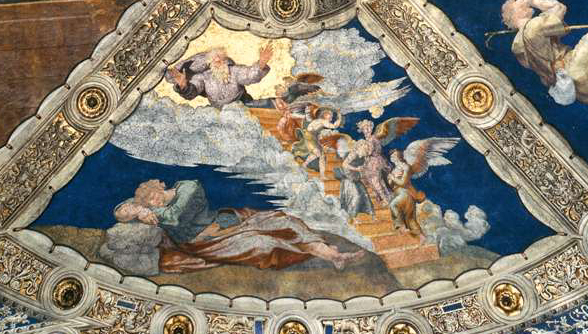
Jákobův žebřík podle Rafaela

Postavy andělů však mohou mít i předbiblický původ, který se opírá o starověké sapienciální, astrologické a esoterické znalosti o božských a nadpřirozených bytostech perské, asyrsko-babylonské a egyptské kultury a později se zbavují různých polyteistických konotací.
Na počátku křesťanské éry byla angelologie pěstována především gnostiky. Pavel z Tarsu, ač proti nim polemizoval, představoval hlavní zdroj Nového zákona, z něhož bude budoucí křesťanská angelologie čerpat pomocí vlastních náznaků – Řím 8, 38–40 (Kral, ČEP), 1Kor 15, 24 (Kral, ČEP), Kol 1, 16 (Kral, ČEP) a Ef 1, 21 (Kral, ČEP). Nejznámějším referenčním textem na toto téma je právě De coelesti hierarchia. V rámci vlivů na křesťanskou angelologii je třeba vzít v úvahu také přínos klasické a novoplatónské filozofie, včetně pojmu dynamis z Proklovy metafyziky.
Katolická církev se snažila omezit uctívání andělů pouze na tři (archanděly), o nichž se zmiňuje Bible, a zaměřila zbožnost věřících pouze na anděla strážného. V každém případě se papež Řehoř I. Veliký zasloužil o rozšíření andělských hierarchií popsaných Pseudo-Dionýsiem Areopagitou na Západě, i když byly řazeny v jiném pořadí, než jaké uvádí on.
Ve středověku byla navržena další schémata, často spojená s astrologickými a kosmologickými úvahami. Tomáš Akvinský ve 13. století s odkazem na Dionýsia napsal: 
„Podívejme se tedy nejprve na kritérium Dionýsiova určení. V této souvislosti je třeba připomenout, že podle něj první hierarchie poznává příčiny věcí v samotném Bohu, druhá v jejich univerzálních příčinách, třetí v jejich aplikaci na konkrétní účinky. A protože Bůh je cílem nejen andělských služeb, ale celého stvoření, je úkolem první hierarchie uvažovat o cíli; prostřední hierarchie o univerzálních dispozicích věcí, které mají být vykonány; a poslední hierarchie o aplikaci dispozic na účinky, tj. o vykonání díla. Je totiž zřejmé, že tyto tři fáze se vyskytují v procesu každé operace. Proto Dionýsios, který odvozuje jejich vlastnosti od jmen řádů, zařadil do první hierarchie ty řády, jejichž jména naznačují vztah k Bohu: tedy Serafíny, Cherubíny a Trůny. Do mezihierarchie naopak zařadil ty řády, jejichž jména označují určitou univerzální vládu či uspořádání: tedy Panstva, Síly a Mocnosti. A konečně do třetí hierarchie umístil ty řády, jejichž jména znamenají provedení díla: totiž Knížata, Archanděly a Anděly.“
(Tomáš Akvinský, Summa Theologica, I, 108, 6)
Podle Andělského doktora je jediným působením, které na sebe andělé navzájem vykonávají, osvěcování, jímž ostatním předávají světlo, které dostávají od Boha (S.Th. q 106, a. 1). Toto sdělování probíhá uspořádaně a postupně: andělé přijímají světlo od těch, kteří jsou vyššího řádu, a na oplátku ho předávají těm, kteří jsou nižšího řádu (S. Th. q. 106, a. 2).
Opět v Summa theologiae, I, 108, 1, Tomáš upřesňuje: „je zřejmé, že lidé nepřijímají osvícení od Boha stejným způsobem jako andělé: andělé přijímají osvícení ve své intelektuální čistotě, zatímco lidé je přijímají prostřednictvím znamení určených pro pět smyslů, jak uvádí Dionýsius (Coel. Hier. I). Proto je nevyhnutelné zavést rozdíl mezi lidskou a andělskou hierarchií. Stejně tak rozlišujeme tři andělské hierarchie. Jak je uvedeno v I, 55, 3, když mluvíme o andělském poznání, vyšší andělé mají univerzálnější poznání pravdy než andělé nižší třídy. Toto univerzální poznání prochází mezi anděly třemi stupni. Lze o něm uvažovat třemi různými způsoby, a to ve vztahu k typům entit, pro které andělé přijímají osvícení. [...] Mezi třemi božskými osobami existuje přirozený řád, ale neexistuje hierarchický řád, jak uvádí Dionýsios (Coel. Hier. III): „Hierarchický řád je tak přímý, že jedni jsou očišťováni, osvěcováni a zdokonalováni a že druzí se očišťují, osvěcují a zdokonalují“; a zdaleka se nevztahuje na božské osoby. [...] Pokud jde o poznání Boha v něm samém, kterého všichni andělé vidí stejně – v jeho podstatě –, neexistuje mezi anděly žádné hierarchické rozlišení; zatímco tento druh rozlišení, hierarchické, existuje s ohledem na druh stvořených entit, jak bylo vysvětleno výše. Všichni lidé jsou jednoho druhu a mají jeden vrozený způsob chápání; u andělů tomu tak není, a proto se stejný argument nevztahuje na oba“ (Summa theologiae, I, 108, 1).

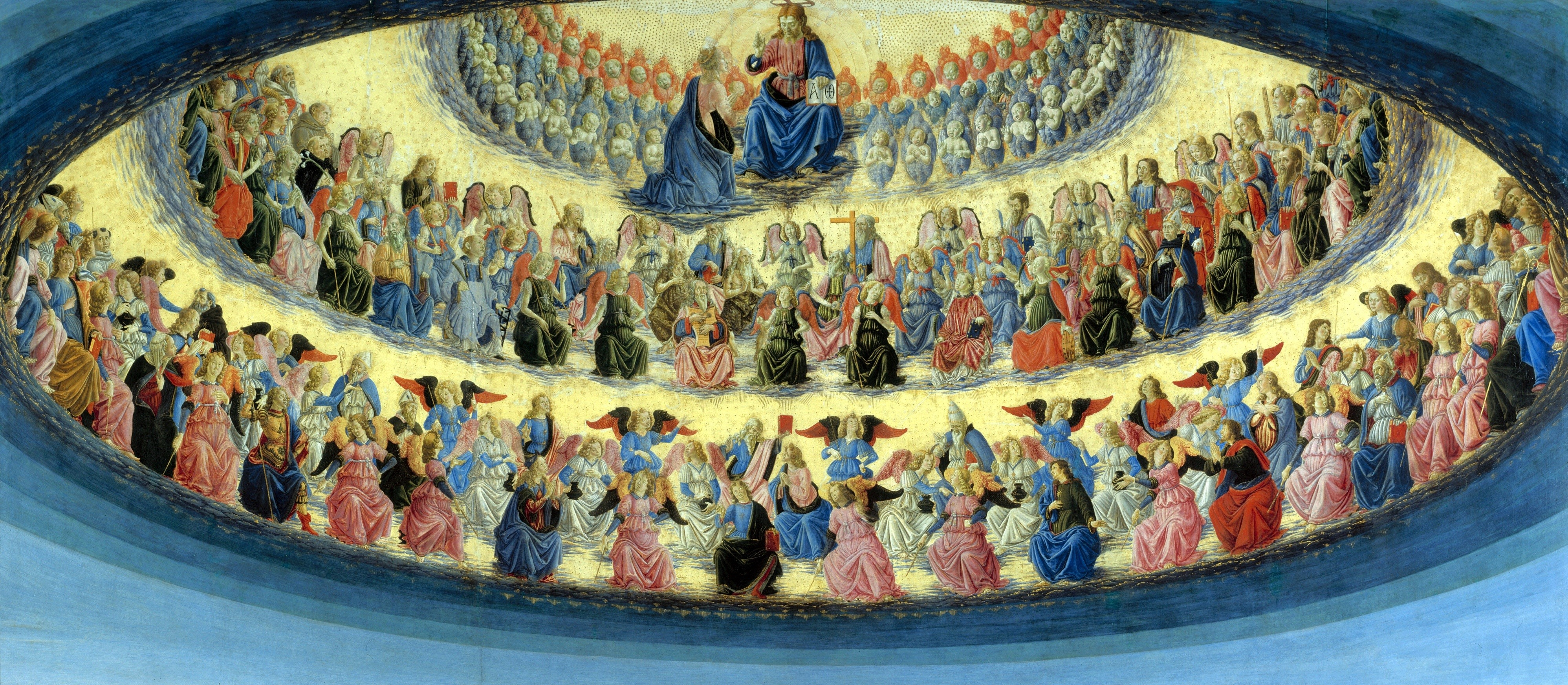
Andělské chóry na detailu z obrazu Nanebevzetí Panny Marie (autor Francesco Botticini)

Tomáš souhlasil s komentářem svatého Jeronýma k Matoušovi – Mt 18, 10 (Kral, ČEP), že každý člověk má svého anděla strážného. O andělských řádech tvrdil, že pouze prvních pět je posláno Bohem, aby se projevovali v tělesném světě, zatímco čtyři nejvyšší zůstávají v ráji v jeho přítomnosti.“ Podle Pseudo-Dionysia jsou úřady devíti andělských sborů v pořadí: oznamovat, diktovat a vést; nařizovat, povzbuzovat a přikazovat; přijímat, zjevovat a posvěcovat. První tři se vztahují k přirozenosti duše, druhé tři k její činnosti a poslední tři působí prostřednictvím Boží milosti. Chóry se od sebe odlišují nejen svými úkoly, ale také barvami a křídly, mimo jiné poznávacími znaky: nejblíže Bohu jsou Serafíni, červené barvy, znamení horoucí lásky, se třemi páry křídel; pak následují Cherubíni se šesti křídly posetými očima jako páv; Mocnosti mají dvě křídla v barvách duhy; Knížata jsou ozbrojení andělé stojící tváří v tvář Bohu atd.“
Podle dalších astrologických a esoterických představ, které pocházejí ze vzdálených iniciačních nauk a které převzal i Dante Alighieri ve své Božské komedii, vládla každá andělská hierarchie jedné z devíti nebeských sfér rotujících nad Zemí, které je třeba chápat jako planetární dráhy nebeských míst, jejichž jednotlivé planety by byly jen redukovaným projevem na fyzické úrovni. Jedná se o jedno z nejnovějších zobrazení angelologie, které se vyvinulo z antroposofické školy vytvořené esoterikem Rudolfem Steinerem.

## První sféra

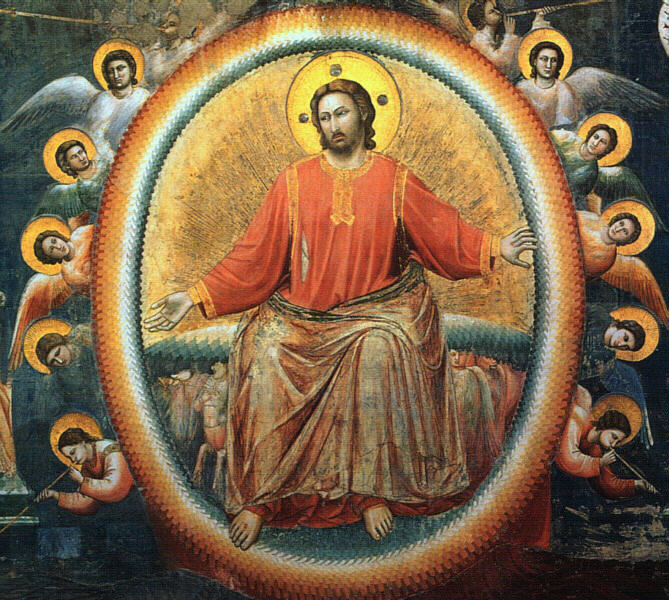
Kristus obklopený serafíny, z Giottova obrazu Poslední soud (1306)

„[...] První kruhy

Serafové a Cherubíni ti ukázali.

Tak rychle následuj jejich vim

Aby se co nejvíce podobaly bodu;

A mohou, pokud jsou střízliví, aby viděli.

Ty další lásky, jež kolem nich obcházejí,

jsou nazývány trůny božského vzhledu,

kde končí první trojice.“

(Božská komedie, Ráj, XXVIII., 98–108)

### Serafové
Hlavní článek: Seraf

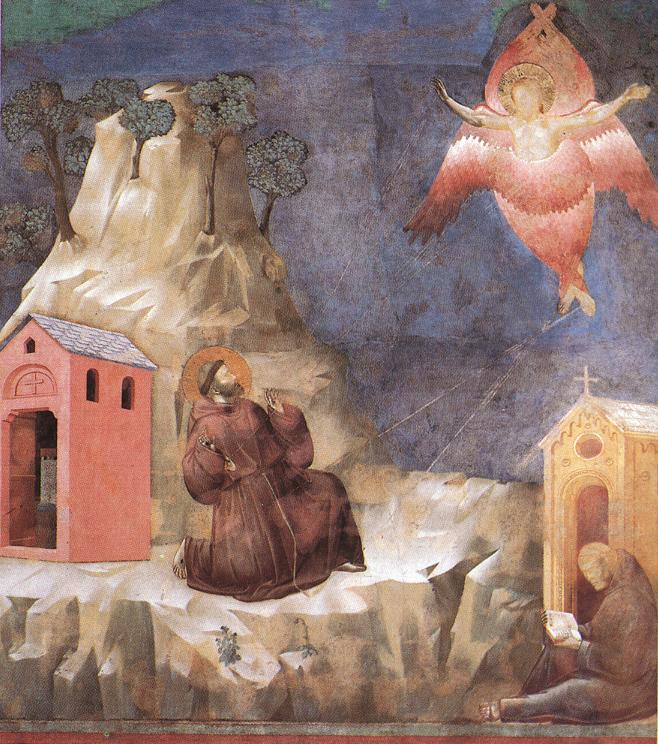
Vidění Serafína sv. Františkem z Assisi, freska připisovaná Giottovi
(1267–1337)

Serafové či Serafíni (hebrejské jméno Seraphim) patří k nejvyššímu řádu andělů, který se nachází v prvním pohyblivém (primum mobile) neboli krystalickém nebi, nejblíže Bohu. Z empyrea přijímají v bezprostřední podobě myšlenky a pokyny, s jejichž pomocí rozvíjejí kosmický komplex.
Bible je líčí jako anděly se šesti křídly: dvěma létají, dvěma si zakrývají tvář a dvěma si kryjí nohy. Neustále zpívají Boží chválu: „Svatý, svatý, svatý je Hospodin zástupů. Celá země je plná jeho slávy“.
Říká se také, že zpívají hudbu sfér, regulují pohyb nebes, jak jim bylo přikázáno, a že hoří láskou a horlivostí k Bohu a vyzařují tak silné a zářivé světlo, že na ně nemůže pohlédnout nikdo jiný než božské oči. 
František z Assisi je také nazýván „Serafínský“, protože ve chvíli, kdy obdržel stigmata, se mu Kristus zjevil ve vidění, v němž se ukázal ukřižovaný a zahalený šesti křídly jako Serafín; z jeho rukou, nohou a boku vycházely paprsky, které označovaly Františkovo tělo a připodobňovaly ho k němu. Františkova modlitba by tak byla vyslyšena: „Dej mi, Pane, abych pro tebe trpěl tak, jak jen lidské stvoření může, a miloval tě tak, jak jen lidské srdce může.“
Serafíni jsou v Bibli zmíněni jen několikrát, a to v knize Izajáš. Podle Tomáše Akvinského předsedají Serafíni milosrdné lásce a Cherubíni vědě.

### Cherubové
Hlavní článek: Cherub

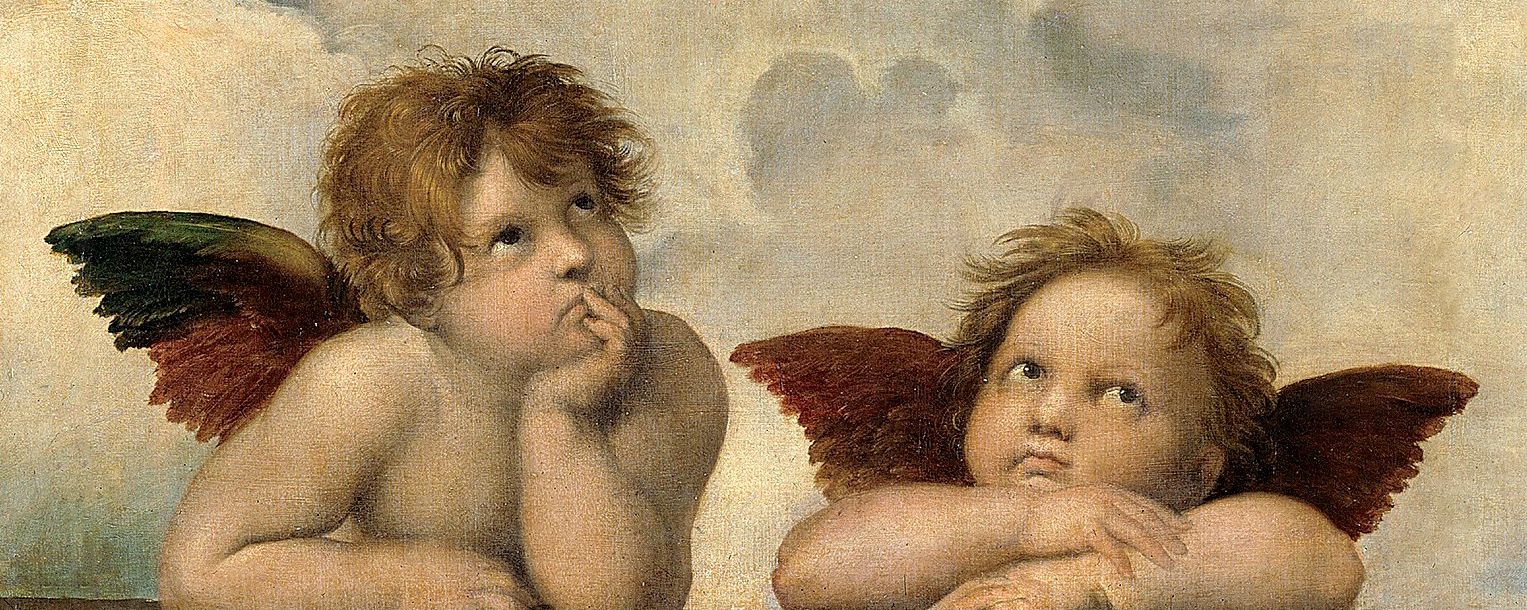
Dva cherubíni na slavném Rafaelově obraze Sixtinská madona

Cherubové (hebrejské jméno Cherubim) sídlí za Božím trůnem, v hlubinách nebeské klenby neboli hvězdné oblohy zvěrokruhu (osmé nebe); jsou to tedy strážci světla a hvězd. Zpracovávají bezprostřední vhledy Serafínů a převádějí je do úvah a moudrých myšlenek týkajících se vývoje planetárních systémů.
Bible je líčí jako bytosti se čtyřmi křídly a čtyřmi tvářemi, a to s lidskou, býčí, lví a nakonec orlí. Cherubíni jsou také popisováni jako andělé určení k ochraně, střežící zahradu Eden a Boží trůn. Připisuje se jim dokonalé poznání Boha, které předčí pouze Serafínská láska k Bohu.
Podle Bible byly také na víku archy úmluvy vyobrazeny sochy dvou protilehlých cherubínů. Obvykle se uvádějí v množném čísle, ale mohou být i v jednotném čísle.

### Trůny
Hlavní článek: Trůny

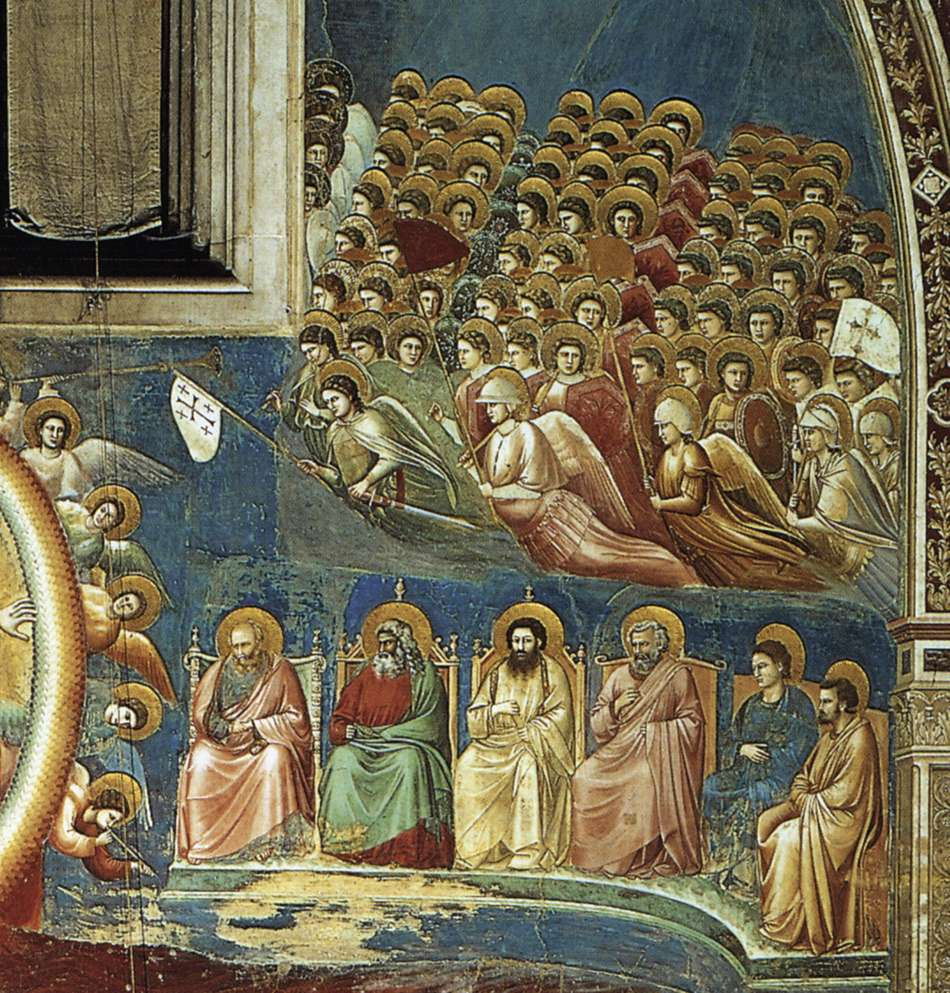
Andělské zástupy na Giottově Posledním soudu: Síly, Panstva, Trůny a Cherubíni, každý vedený svým vlajkonošem, sedí po Kristově pravici

Trůny (hebrejsky ophanim, řecky Thronoi) jsou andělské bytosti proměnlivé podoby a nekonečných barev. Jejich duchovním místem je sedmé nebe, které odpovídá oběžné dráze Saturnu. Jejich úkolem je převádět moudrost a myšlenky, které vyvinuli cherubíni, do činů.
V Bibli jsou popsány jako kola protnutá jinými koly, z nichž jedno se pohybuje dopředu a dozadu a druhé se pohybuje ze strany na stranu. Jsou to kola obdařená nesčetnýma očima, podle obrazu, který se nachází v knize Ezechiel, kde prorok Ezechiel popisuje vidění nebes; prorok tato kola výslovně nepopisuje jako anděly, ale jako předměty nebo „živé bytosti“, které mají ducha.
Apoštol Pavel používá termín trůny ve svém listu Kolosanům. Podle Steinera právě díky Trůnům existuje vesmír ve fyzické podobě, jak ji známe, a to díky vyzařování jejich vlastní tepelné substance, vyvinuté v hustotě.

## Druhá sféra
„V této hierarchii jsou ostatní mocnosti:

Nejdříve jsou to Panstva a pak Síly;

Třetí v pořadí jsou Mocnosti.“

(Božská komedie, Ráj, XXVIII., 121–123)
|       | Hierarchie andělů podle Pseudo-Dionysia Areopagity              |                     |
| 9 8 7 | Serafové (lat. Seraphim) Cherubové (Cherubim) Trůny (Thronus)   | ANDĚLSKÁ HIERARCHIE |
| 6 5 4 | Panstva (Dominationes) Síly (Virtutes) Mocnosti (Potestates)    | ANDĚLSKÁ HIERARCHIE |
| 3 2 1 | Knížata (Principatus) Archandělé (Archangelus) Andělé (Angelus) | ANDĚLSKÁ HIERARCHIE |
|       |                                                                 |                     |
| 6 5 4 | Biskupové Kněží Jáhni                                           | CÍRKEVNÍ HIERARCHIE |
| 3 2 1 | Zasvěcené osoby Pokřtění křesťané Katechumeni                   | CÍRKEVNÍ HIERARCHIE |

### Panstva
Hlavní článek: Panstva
Panstva (hebrejsky hašmallim, řecky kyriotetes) vykonávají svůj vliv z orbitální sféry Jupitera a mají na starosti regulaci úkolů nižších andělů. Dostávají příkazy od Serafínů, Cherubínů nebo přímo od Boha a musí zajistit, aby byl ve vesmíru vždy pořádek. 
Pseudo-Dionýsios použil název Panstva k označení kategorie „nebeských inteligencí“, které jsou osvobozeny od jakéhokoli spojení s nižšími dimenzemi a jsou zcela obráceny ke svrchovanému bytí. Jedná se o anděly, kterým Bůh svěřuje moc nadvlády. Předpokládá se, že tvoří armádu Zjevení (Apokalypsy) a že na nich závisí všeobecný řád a železná disciplína, k níž se nižší andělé obracejí, aby ji udrželi.
Termín panstva používá Pavel z Tarsu ve svém listu Kolosanům.

### Síly
Hlavní článek: Síly
Virtutes, známé také jako „Síly“ (řecky Dynameis), sídlí v orbitální sféře Marsu. Podle Dionýsia „jméno svatých Sil znamená nezlomnou odvahu a neohroženost ve všech činnostech, odvahu, která se nikdy neunaví přijímat osvícení, jež jí propůjčuje božský princip“.
Zmiňuje se o nich Pavel z Tarsu v Listu Efezským – Ef 1, 21 (Kral, ČEP). Bojoví duchové, kteří předsedají velkým změnám v dějinách, v ezoterické perspektivě antroposofie Rudolfa Steinera určují Síly archetyp stvořených prvků z hlediska jejich specifických vlastností, neboť vše, co se ve stvoření mění a vyvíjí, jako například proměna semene v rostlinu, je jejich zásluhou.

### Mocnosti
Hlavní článek: Mocnosti

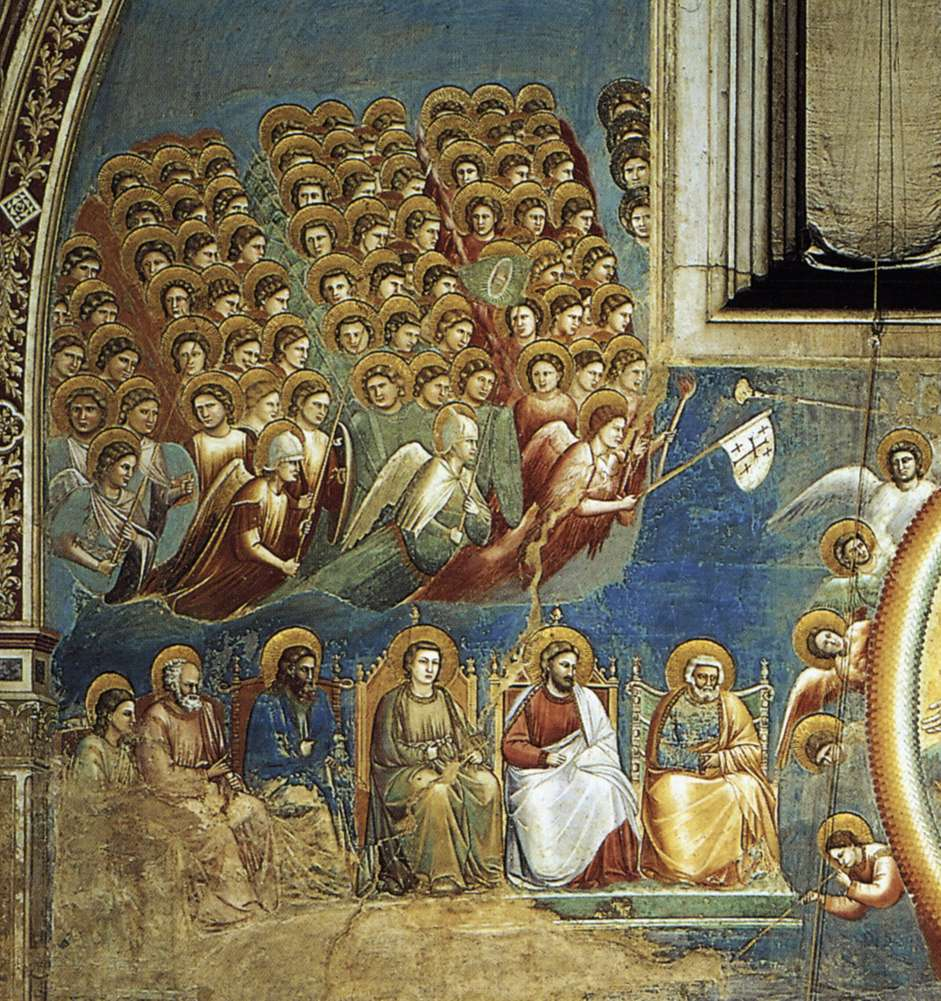
Andělské zástupy na Giottově Posledním soudu: Andělé, archandělé, knížata a mocnosti sedí nalevo od Krista.

Mocnosti (hebrejsky Elohim, řecky Exusiai) se rozprostírají nad Sluncem. Bible je popisuje jako andělské bytosti mnoha barev, připomínající mlžné páry, jsou nositeli vědomí a strážci dějin. Dante je popisuje jako akademicky vedené a zajímající se o moudrost, o obory, jako je filozofie, teologie, náboženství, a o dokumenty týkající se těchto studií. Z ezoterického hlediska se Mocnosti zabývají vedením vývoje Země směrem k pozdější kosmické epoše, plánují a dohlížejí na vývoj a rozdělování sil lidstvu. V lidové víře jsou to andělé, kteří provázejí rozhodnutí otců a radí jim v péči o rodinu.
Pavel z Tarsu používá termín mocnost v listu Kolosanům a v listu Efezanům, v listu Efezanům však pro tento typ andělů používá jak termín mocnost, tak termín autorita: mocnosti by rozvíjely ideologie, kde by autority psaly dokumenty a učení.
Obě se však podílejí na formulaci ideologií. Zatímco však mocnosti rozumí všemu, autority se zaměřují na určité směry poznání, specializují se na kodifikaci těchto myšlenek a vytvářejí koncepční dokumenty, které se jich týkají. 

## Třetí sféra
„Pak ve dvou předposledních jásáních

Knížata a Archandělé se otáčejí;

Poslední jsou všichni Andělé hrající.“

(Božská komedie, Ráj, XXVIII., 124–126)
Do třetí sféry patří ti andělé, kteří plní funkci nebeských poslů. 

### Knížata
Hlavní článek: Knížata (andělé)
Knížata (řecky archai) působí z oběžné dráhy Venuše. Andělské bytosti připomínající světelné paprsky se nacházejí mimo skupinu archandělů. Jsou to duchové dějin a času, strážci národů a krajů a všeho, co se týká jejich problémů a událostí, včetně politiky, vojenských záležitostí, obchodu a podnikání. 
Pavel používá termín knížata ve svých listech Kolosanům a Efezanům.
Úkol knížat spočívá v podněcování zrodu nových myšlenek nebo vynálezů, které jsou schopny poznamenat určitou epochu, a zároveň v tom, aby si člověk stále více uvědomoval svou historickou dobu, aby v ní našel své místo, aby se nenechal unášet pokrokem civilizace, ale aby si jej přivlastnil a plně prožil osud, v němž se ocitl.

### Archandělé
Hlavní články: Archanděl a Sedm archandělů
Archandělé, jejichž vliv sahá až k Merkuru, patří do druhého řádu třetí sféry; tito andělé bývají největšími rádci a správci seslanými z nebe. Archanděl má obvykle ve vztahu k člověku velmi důležitou roli. Podle Pseudo-Dionýsiovy angelologie však archandělé stojí těsně nad nejnižším řádem, řádem obyčejných andělů. V antroposofickém pohledu spočívají úkoly archandělů v inspirování a ochraně velkých skupin lidí, jako jsou národy, národy nebo etnické skupiny; proto se jim také říká duchové lidu, čímž se liší od andělů, kteří se naopak zabývají jednotlivci (andělé strážní) nebo malými skupinami.
Slovo „archanděl“ je v Písmu použito pouze dvakrát, ale v Septuagintě je o něm několik zmínek. Přítomnost sedmi hlavních archandělů, kteří předsedají všem ostatním, je naopak starobylou andělskou tradicí židovského původu, která sahá až do Knihy Tobiášovy a Knihy Henochovy.

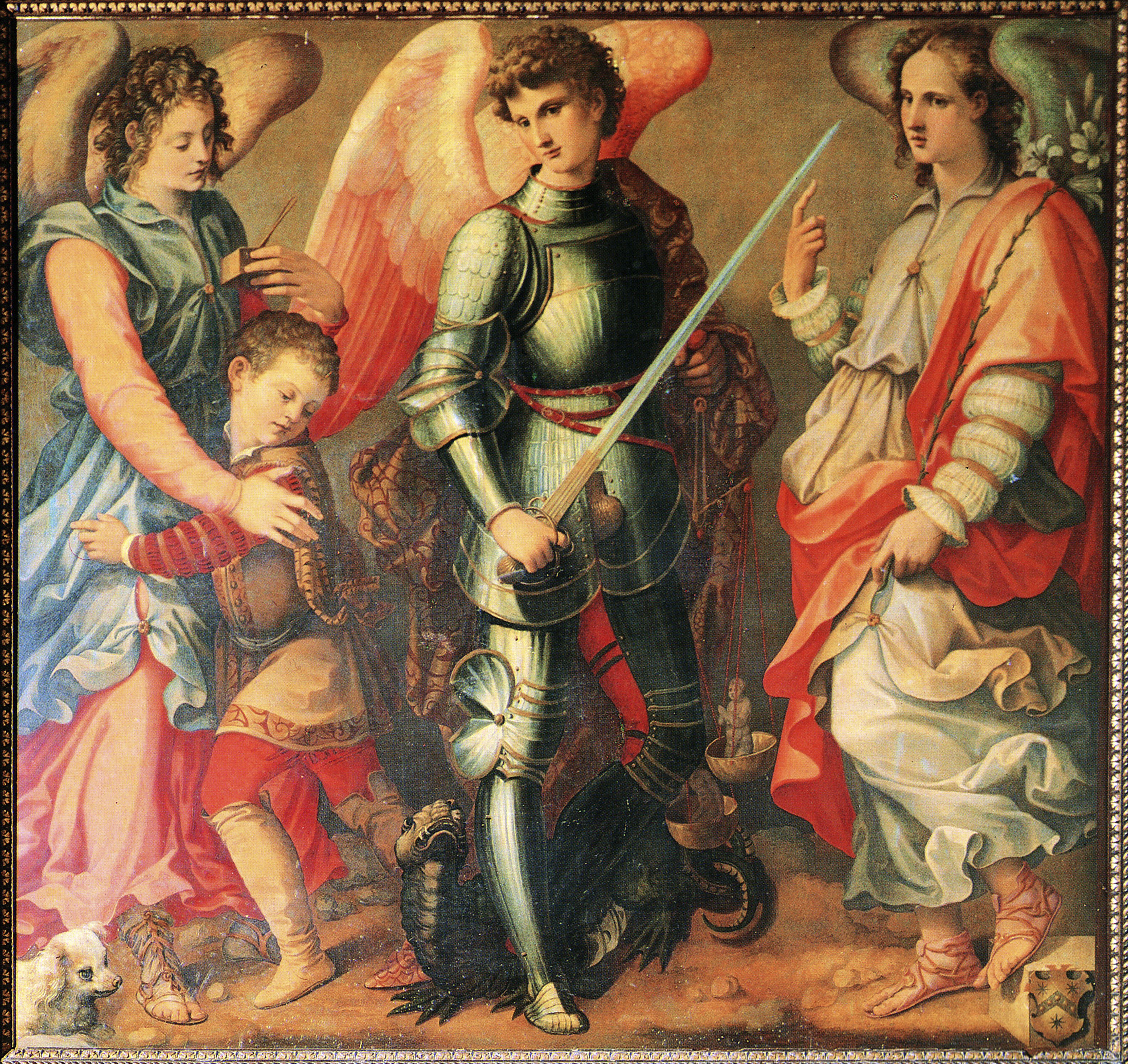
Archandělé Rafael, Michael a Gabriel – zobrazení jejich atributů v katolickém umění od Michele Tosiniho

Zejména v Tobiášovi 12,15 svatý Rafael uvádí, že patří k sedmi svatým andělům (řecky: ἁγίων ἀγγέλων; transl.: agíōn angélōn), kteří jsou připuštěni k přítomnosti svatých a velebnosti Svatého Božího, Pána Ježíše. Tento verš je třeba srovnat s jiným řeckým termínem z Prvního listu Tesalonickým – 1Sol 4, 16 (Kral, ČEP) (řecky: ἀρχαγγέλου; transl.: arkhangélu), archanděl poslední polnice před posledním soudem. Pracuje s božským nástrojem jako lékař, který léčí a vrací těla k životu, a zároveň ohlašuje Boží znamení, které je jedním ze „sedmi duchů“ ze Apokalypsy – Zj 5, 5 (Kral, ČEP) (ἑπτὰ Πνεύματα; transl. hepta' Pneumata), kteří jsou sedmi „Božíma očima“ na viditelném stvoření, anděly strážnými stvoření a lidstva pověřenými ohlašováním znamení budoucích časů: sedm pečetí, sedm misek, sedm andělů s tolika Božími polnicemi. Počet sedmi archandělů je spojen se svatou bezhříšností, která je připouští k plnosti Božího vidění, a také s výsadou sedmi andělů znát a být schopni předpovídat budoucnost a způsobovat stejné zázraky jako Ježíš Kristus, počínaje vzkříšením mrtvých před Posledním soudem. Bible však výslovně a osobně zmiňuje pouze tři z nich.

### Andělé
Hlavní článek: Anděl

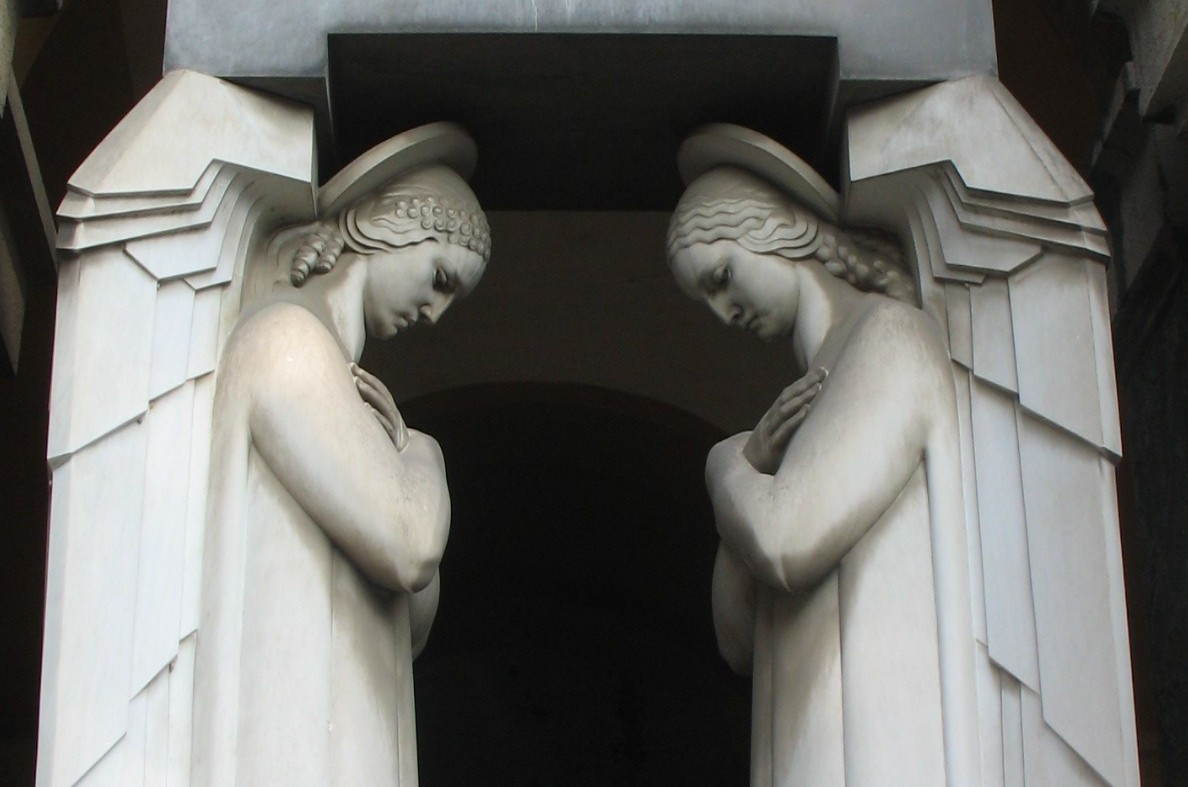
Mramoroví s andělé na hřbitově ve Staglienu

Andělé patří k nejnižšímu stupni hierarchie; jsou nejblíže lidem a jednotlivcům a dohlížejí na všechny jejich činnosti. Podle Božské komedie se nacházejí v nejbližším vesmírném prostoru k Zemi, v prostoru Měsíce.
Ve steinerovském myšlení představují vědomí jednotlivého člověka, střeží paměť jeho života a z ezoterického hlediska i jeho různých inkarnací. V rámci kategorie andělů existují v každém případě rozdíly mnoha druhů. Andělé jsou často vysíláni jako poslové k lidem. Slovo „anděl“ pochází z řeckého anghelos, což znamená „posel“.
V katolicismu jsou všechny andělské hierarchie lidstvem velebeny díky andělské korunce, což je korunka podobná růženci, s níž se člověk modlí k andělům všech hierarchií a prosí je, aby se přimlouvali u Boha za milosti. Umožňuje také získat odpustky na určité dny.

## Židovská andělská hierarchie
Stejné téma podrobněji: Andělé v židovství, Abrahám, Jákob, Izák, Merkava a Šechina.
Maimonides ve svém díle Mišne Tóra: Jesodej ha-Tóra uvádí deset stupňů andělů v židovské andělské hierarchii, počínaje nejvyšším: 
| Úroveň | Anděl           | Poznámky                                                          |
| ------ | --------------- | ----------------------------------------------------------------- |
| 1      | Chayot Ha Kodeš |                                                                   |
| 2      | Ofanim          |                                                                   |
| 3      | Erelim          | Viz Kniha Izajáš – Iz 33, 7 (Kral, ČEP)                           |
| 4      | Hašmallim       | Viz Kniha Ezechiel – Ez 1, 4 (Kral, ČEP)                          |
| 5      | Serafíni        | Viz Kniha Izajáš – Iz 6 (Kral, ČEP)                               |
| 6      | Malachim        | Poslové, andělé                                                   |
| 7      | Elohim          | „Božské bytosti“                                                  |
| 8      | Bene Elohim     | „Děti božských bytostí“                                           |
| 9      | Cherubíni       | Viz Talmud. Hagiga 13b                                            |
| 10     | Ishim           | „Antropomorfní bytosti“, viz Kniha Daniel – Dan 10, 5 (Kral, ČEP) |

Aniž by bylo uvedeno vlastní jméno osoby, slovo „anděl“ (Hospodinův, Boží) se ve Starém zákoně vyskytuje více než 100krát. O Bohu a andělech se mluví několika způsoby.

### Kabalistická andělská hierarchie
Stejné téma podrobněji: Sefirot, Šem ha-meforaš a Ejn Sof.

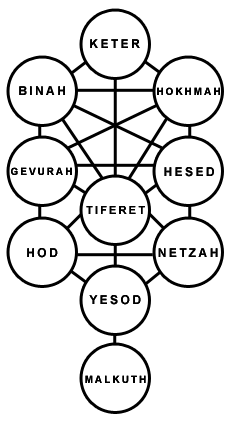
Strom života (Kabala)

V judaismu navíc angelologie hledala oporu v Bibli a svůj plný rozkvět nalezla v kabale. V kabalistické škole v Geroně, katalánském prostředí 12. století, umožnilo přiřazení anděla k 72 segmentům zvěrokruhu, z nichž každý měl 5°, sestavit horoskopy, které inkulturovaly pohanské astrologické tradice, rozšířené Tetrabiblos Claudia Ptolemaia, a obcházely tak zákaz, aby zbožní Židé důvěřovali hvězdám zvěrokruhu. Číslo 72 nebo jeho násobek 216 bylo spojeno s božím jménem Šem ha-meforaš, které vzniklo převzetím jednoho nebo tří písmen ze jmen 72 andělů.
Podle kabaly, jak ji popisuje hermetický řád Zlatého úsvitu, esoterické sdružení z 19. století, každému sboru andělů v židovské hierarchii velí archanděl a odpovídá jednomu ze sefirotů.
| Úroveň | Sbor andělů    | Překlad          | Archanděl | Sefira   |
| ------ | -------------- | ---------------- | --------- | -------- |
| 1      | Hayot Ha Kodeš | Posvátní tvorové | Metatron  | Keter    |
| 2      | Ofanim         | Kola             | Raziel    | Chokma   |
| 3      | Erelim         | Trůny            | Tzafkiel  | Binah    |
| 4      | Hashmallim     | Volitelé         | Tzadkiel  | Chesed   |
| 5      | Serafín        | Hořící           | Khamael   | Gevurah  |
| 6      | Malachim       | Poslové, andělé  | Raphael   | Tipheret |
| 7      | Elohim         | Bohové           | Haniel    | Netzach  |
| 8      | Bene Elohim    | Božští synové    | Michael   | Hod      |
| 9      | Cherubín       | Opevnění         | Gabriel   | Yesod    |
| 10     | Ishim          | Lidé             | Sandalfon | Malkuth  |